# Време празних страница
„Време празних страница” је југословенски телевизијски филм из 1994. године. Режирале су је Бојана Андрић и Мира Оташевић које су написале и сценарио.
Драмски проседе садржи два става: уметнички, заснован на заносу авангардних стремљења прве половине XX века, и емоционални, који представља снажну осуду рата са референцама на актуелни рат у претходној Југославији. Драма је рађена поводом 80 година од Првог светског рата, будући да је Аполинер био близак нашим песницима окупљеним око „Забавника”, српских новина који је излазио на Крфу између 1917. и 1918. године и да је са великим симпатијама пратио епопеју српске војске у борби против надмоћног непријатеља.

## Улоге
| Глумац              | Улога             |
| ------------------- | ----------------- |
| Јован Ћирилов       | Гијом Лорансен    |
| Бојан Димитријевић  | Растко Петровић   |
| Младен Ђаковић      |                   |
| Бранко Кланчек      |                   |
| Мишел Коларевић     | Симона Колоне     |
| Гордан Маричић      |                   |
| Урош Оташевић       |                   |
| Миша Савић          |                   |
| Бранимир Стојановић |                   |
| Лазар Стојановић    | Владимир Успенски |
| Љубивоје Тадић      | Гијом Аполинер    |
| Милица Томић        | Лујза де Колињи   |
| Миливоје Мића Томић | Тодор Манојловић  |